# 台灣朱雀
臺灣朱雀（學名：Carpodacus formosanus），亦俗稱朱雀，臺灣話稱紅鳥仔（âng-tsiáu-á）或朱衣（tsu-i），是雀科朱雀屬的一種鳥類，為臺灣特有種，主要分布於臺灣本島中央的中高海拔山區，模式產地位於今玉山山腰。其种加词“formosanus”意为“台湾的”。
臺灣朱雀過去常被視為酒紅朱雀的亞種，直到2010年代後期才普遍被認為屬於獨立的物種。和酒紅朱雀相比，臺灣朱雀的體型略大；雄鳥的羽色較為鮮紅，三級飛羽的白色端較明顯；而雌鳥腹部羽色較酒紅朱雀暗，深色條紋也較明顯。

## 特徵
雄鳥除了翅膀為黑褐色外，全身皆為醒目的暗紅色，眉線則呈現白色；雌鳥則全身暗褐色。雌雄鳥的三級飛羽端皆為白色。體長約 15cm。

## 分布
出現於臺灣中高海拔山區的混合林，尤其在阿里山及合歡山人群聚集處時常出沒。

## 生態
常在枝頭鳴唱，不畏懼人，在人群聚集處時常出沒。以種籽、果實及昆蟲為食，以常於人群聚集處撿食廚餘。